# Mark Sewards
Mark James Sewards (né le 6 janvier 1990) est un homme politique britannique du Parti travailliste qui est député de Leeds South West et Morley depuis 2024,.

## Biographie
Sewards étudie à la Morley High School et le droit à l'Université de Leeds, où il est également élu responsable des communications et des affaires internes du syndicat universitaire. Il est ensuite directeur du département de mathématiques dans une école de Middleton, à Leeds, pendant huit ans.
Avant son élection comme député, Sewards s'est présenté comme candidat parlementaire pour Harrogate et Knaresborough aux élections générales de 2017 et 2019.
Il est élu conseiller municipal de Leeds pour Farnley et Wortley en 2022 jusqu'à sa démission le 28 août 2024, à la suite de son élection à la Chambre des communes le 4 juillet.
Son épouse, Alice Smart, est conseillère travailliste d'Armley au conseil municipal de Leeds depuis 2014.